# Abzeichen zum 25. Jahrestag der NVA
Das Abzeichen zum 25. Jahrestag der NVA war in der Deutschen Demokratischen Republik (DDR) eine im Fachbereich des Ministeriums für Nationale Verteidigung verliehene nichtstaatliche Jubiläumsauszeichnung, welche anlässlich des fünfundzwanzigsten Jahrestages der Gründung der NVA, 1981, vom Minister für Nationale Verteidigung Heinz Hoffmann gestiftet wurde. 

## Aussehen
Das Abzeichen hat die Form eines Fünfecks, allerdings mit der Spitze nach unten und zeigt auf schwarz lackiertem Grund die übergroßen roten Buchstaben NVA und darüber die weiße Inschrift  25 JAHRE. Die untere Spitze wird vom Staatswappen der DDR ausgefüllt, an dessen Seite beidseitig je drei kleine Lorbeerblätter nach außen zeigen. Das Abzeichen gab es sowohl in silberner Ausführung.

## Trageberechtigung
Die zu diesem Anlass herausgegebenen Abzeichen durften zehn Tage vor und zum betreffenden Tag an der linken Brusttasche getragen werden. Voraussetzung dafür war, dass das Abzeichen überhaupt zum Tragen bestimmt war, da es auch nichttragbare gab. Nach den Feierlichkeiten war das Abzeichen abzunehmen, verblieb aber im Besitz des Beliehenen.